# Berg en Terblijt
Berg en Terblijt è un villaggio dei olandese facente parte del comune di Fauquemont-sur-Gueule, situato nella provincia del Limburgo nei Paesi Bassi.
Situato tra Valkenburg e Maastricht, il comune comprende le località di Berg, Terblijt, Vilt e Geulhem.